# Sardono Waluyo Kusumo
Sardono Waluyo Kusumo (auch: Sardono W. Kusumo; * 6. März 1945 in Surakarta) ist ein indonesischer Tänzer, Choreograph, Filmregisseur und Schauspieler.

## Leben
Kusumo studierte klassischen javanischen Tanz, den er später mit regionalen Tanztraditionen und moderner Tanztechnik verband. Ab 1961 leitete er in der hinduistischen Tempelanlage Prambanan eine Tanzkompagnie mit 150 Tänzern. In den 1970er Jahren gründete er das Dance Theatre Sardono. Über den Tanz fand er auch Zugang zum Film und profilierte sich als Regisseur und Schauspieler. Mit Filmen wie Taifon (mit dem Tänzer Sentot Sudiharto, 1970) und Meta Ekologi (1979) zählt er zu den Vertretern des experimentellen Films in Indonesien.

## Filmografie
- 1970: Taifun (Regie)
- 1971: Kecak Rina (Teges Village, Bali) (Regie)
- 1979: Meta Ekologi (Produzent, Regie: Gotot Prakosa)
- 1979: November 1828 (Schauspieler, Regie: Teguh Karya)
- 1980: Rembulan dan Matahari (Laß Mond und Sonne singen, Schauspieler, Regie: Slamet Rahardjo)
- 1992: Dongeng Dari Dirah (mit Robert Chappell)
- 1999: Sri (Schauspieler, Regie: Marselli Sumarno)